# Fritz Klimsch

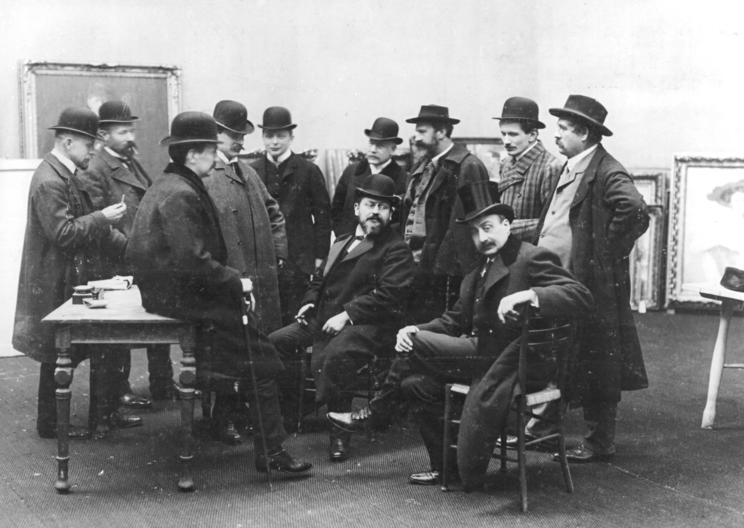
Jurado de la exhibición de la Secesión de Berlín de 1908. Desde la izquierda: los escultores Fritz Klimsch y August Gaul, pintores Walter Leistikow y Hans Baluschek, el marchante de arte Paul Cassirer, pintores Max Slevogt (sentado) y George Mosson (de pie), el escultor Max Kruse, pintores Max Liebermann (sentado), Emil Rudolf Weiss y Lovis Corinth.

Fritz Klimsch (10 de febrero de 1870, Fráncfort del Meno - 30 de marzo de 1960, Friburgo) fue un escultor alemán.                                           
Klimsch estudió en la Real Academia de Bellas Artes en Berlín, y fue uno de los estudiantes de Fritz Schaper. En 1898 fue uno de los miembros fundadores de la Secesión de Berlín.
En la era del Nacionalsocialismo Klimsch fue altamente considerado como artista, y creó bustos de Erich Ludendorff, Wilhelm Frick y Adolf Hitler. De acuerdo con una entrada del diario de Goebbels, Klimsch era el más maduro de nuestros escultores. Un genio. En septiembre de 1944 fue nombrado entre los artistas de más alto rango del Tercer Reich, en la lista Gottbegnadeten.
Poco antes de su muerte en 1960 recibió la Cruz Federal al Mérito. Era ciudadano honorario de Saige, donde fue enterrado.

## Galería

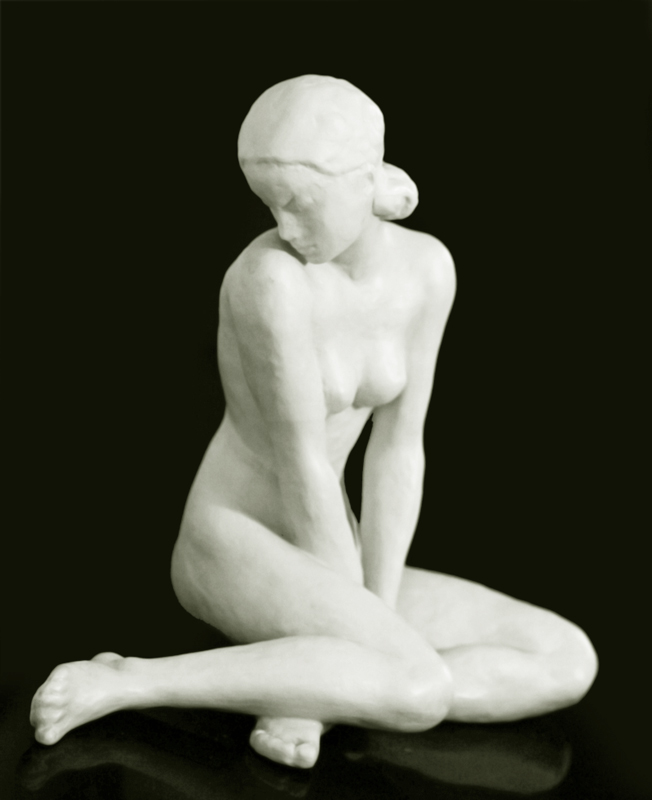
Fritz Klimsch, un desnudo femenino
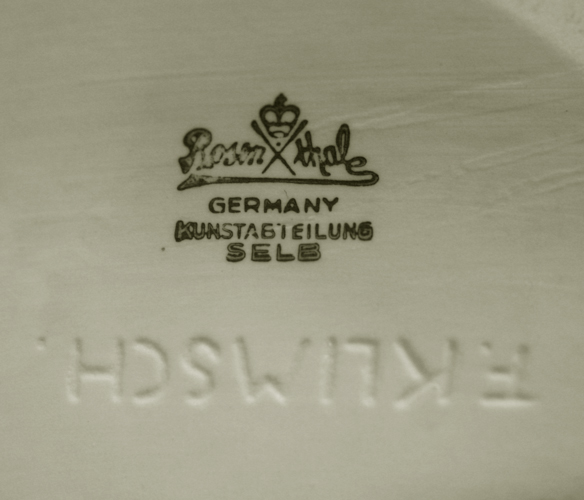
Fritz Klimsch, marca de fábrica
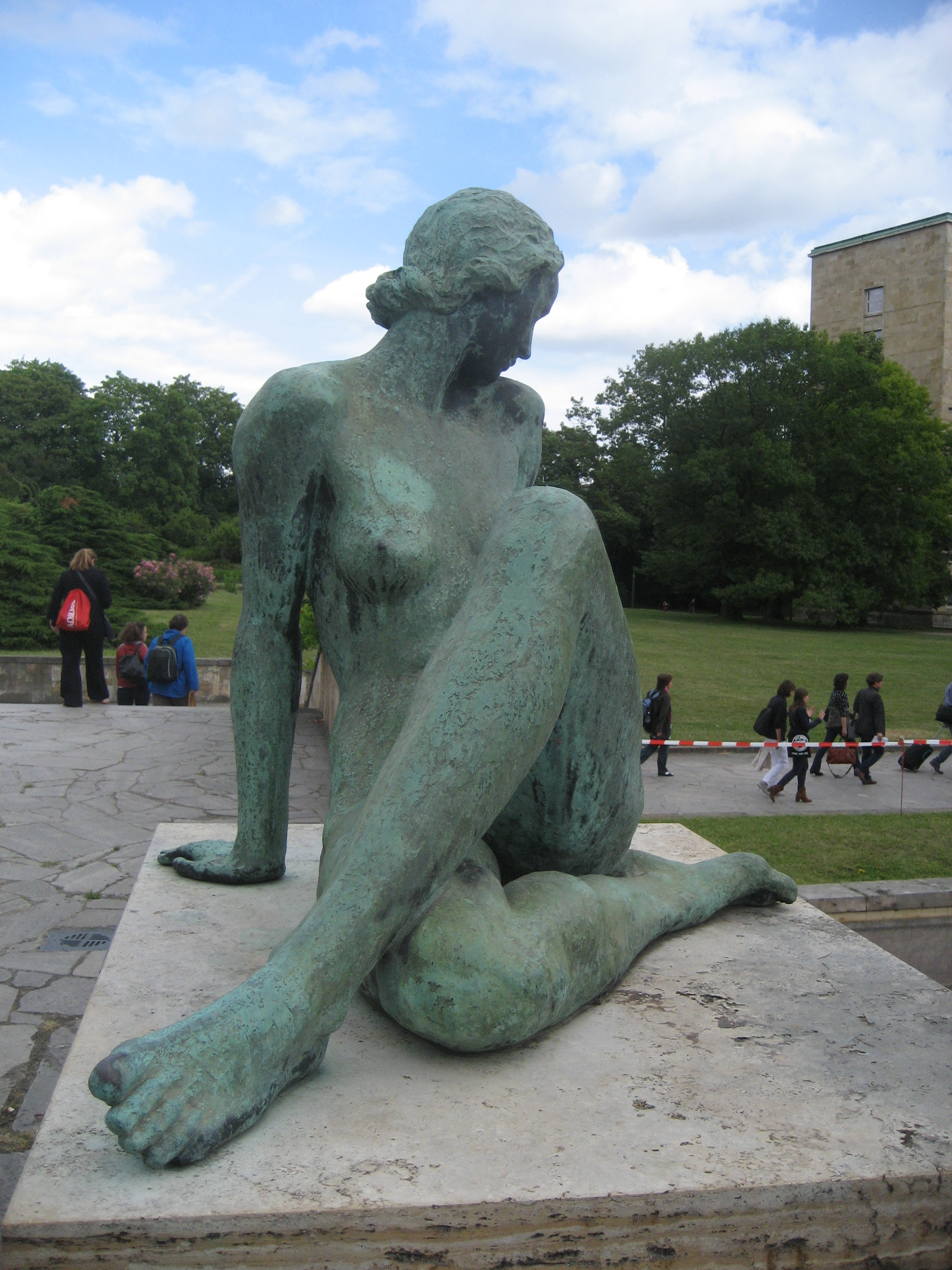
Nimfa sobre el agua (Fráncfort del Meno)
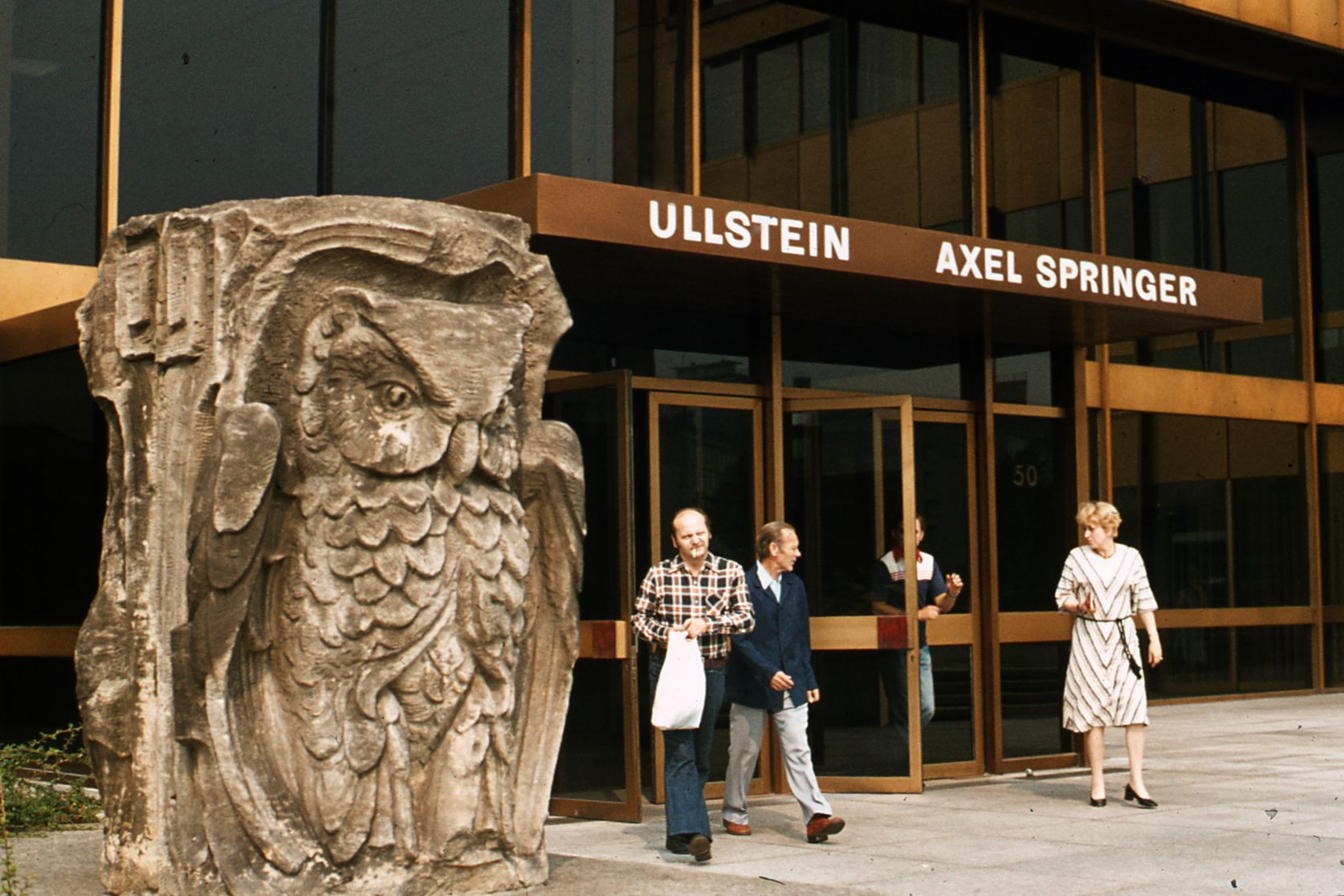
Entrada principal del edificio sede de Axel Springer en Berlín Occidental, 1977, con la escultura del búho de Fritz Klimsch